# 拉特馬爾山
46°22′0″N 11°34′0″E / 46.36667°N 11.56667°E

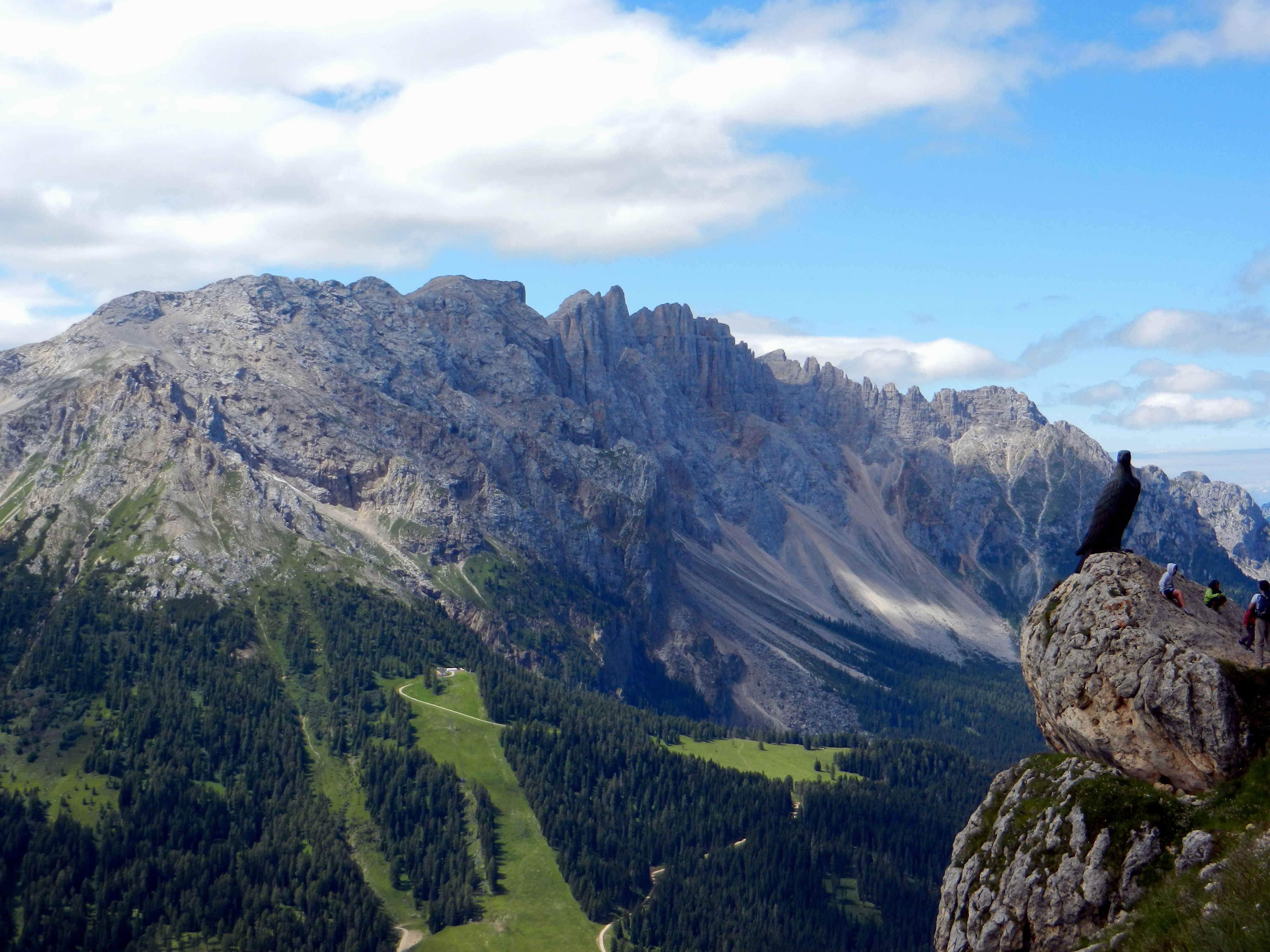

拉特馬爾山（義大利語：Latemar），是意大利的山峰，位於該國東北部，處於博爾扎諾-南蒂羅爾自治省和特倫托自治省接壤的邊界，屬於多羅米蒂山的一部分，海拔高度2,842米，每年平均降雨量1,546毫米。